# Hallinletto
Hallinletto är klippor i Finland.   De ligger i landskapet Kymmenedalen, i den södra delen av landet, 130 km öster om huvudstaden Helsingfors.
Terrängen runt Hallinletto är mycket platt.  Närmaste större samhälle är Kotka, 15,6 km väster om Hallinletto. 